# Ломикамінь зірчастий
Ломикамінь зірчастий (Saxifraga stellaris) — вид трав'янистих рослин родини ломикаменеві (Saxifragaceae). Населяє арктично-гористі елементи Європи, Ґренландії та сходу Канади. Етимологія: лат. stellaris — «зіркоподібний».

## Опис
Багаторічна трав'яниста рослина заввишки 5–15 см. Кореневище гіллясте. Стебла з залозистими волосками (до 0.5 мм, рідко до 1 мм), як правило, червонуватого забарвлення. Листки розміщені в прикореневій розетці, (4)12–25(30) х (2)7–12(20) мм, з погано диференційованим черешком. Листові пластини від оберненояйцевидих до вузько еліптичних, із зубчастим краєм, шкірясті, рідко волохаті. Суцвіття довго розгалужені, нещільні, 3–7-квіткові парасольки. Квіти: віночок радіально симетричний, білий і часто червоно-плямистий, приблизно 1 см у ширину; пелюсток п'ять, 4–6 мм довжиною, в 2–3 рази довші за чашечку. Чашолистків 5, загострені, відігнуті, часто червонуваті. Тичинок 10, червоні. Плоди — 2-дольні капсули. Насіння 0.6–0.8 х 0.3–0.4 мм

## Поширення
Європа (Австрія, Велика Британія, Болгарія, Хорватія, Фарерські о-ви, Фінляндія, Франція, Німеччина, Греція, Ірландія, Швейцарія, Іспанія, Андорра, Ісландія, Італія, Португалія, Македонія, Норвегія, Румунія, Швеція, Україна); Північна Америка (Ґренландія, Східна Канада). Населяє гірські струмки, мокрі виступи скель, каменоломні, гірські кислі трав'янисті площі й пустища, вологі обриви й береги струмків, як правило, росте на базово бідних ґрунтах.
В Україні зростає на скелях, біля джерел у субальпійській і альпійській зонах — у Карпатах (гори: Піп Іван Мармароський, Говерла, Петрос, Близниця).

## Галерея

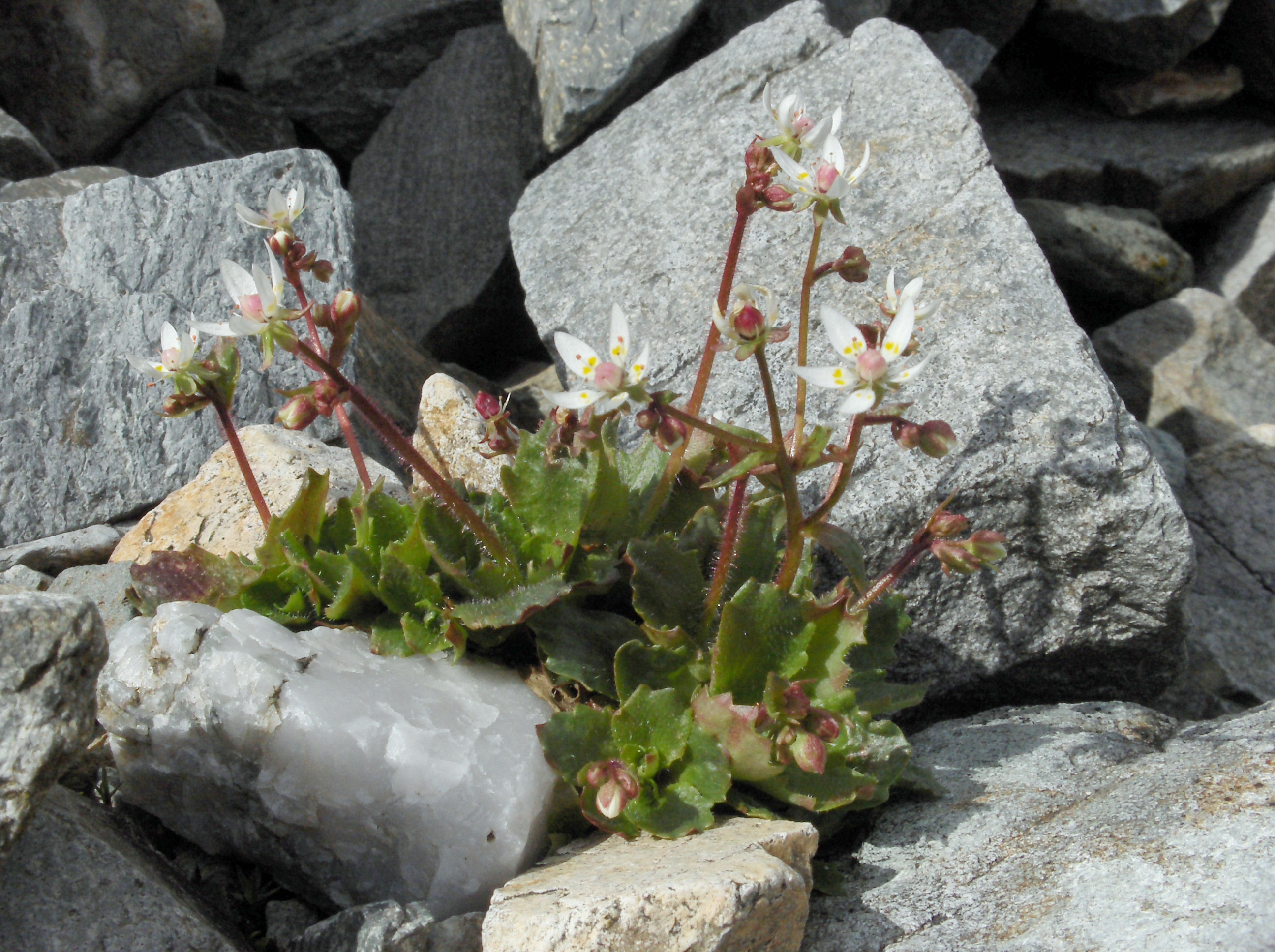
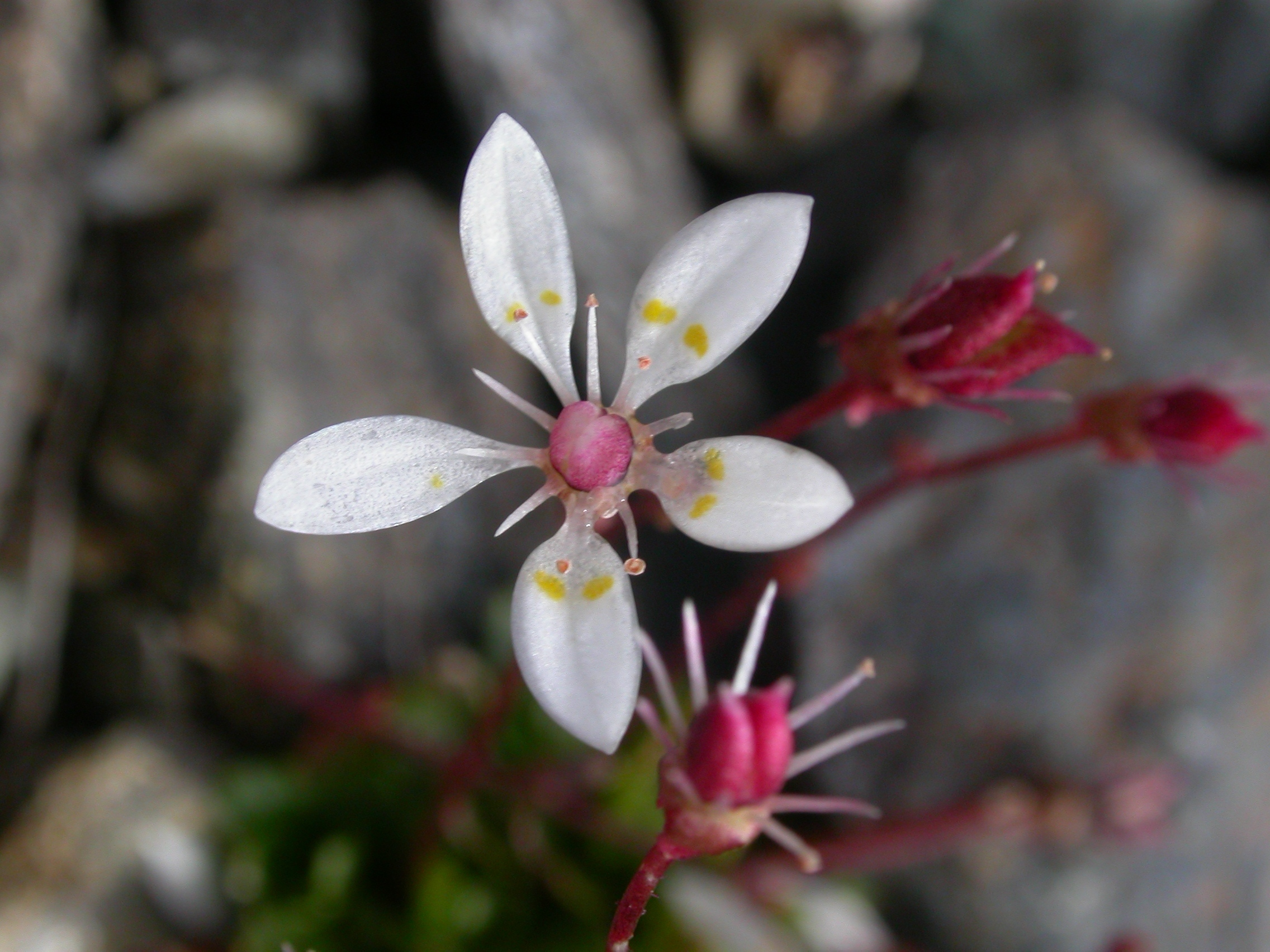
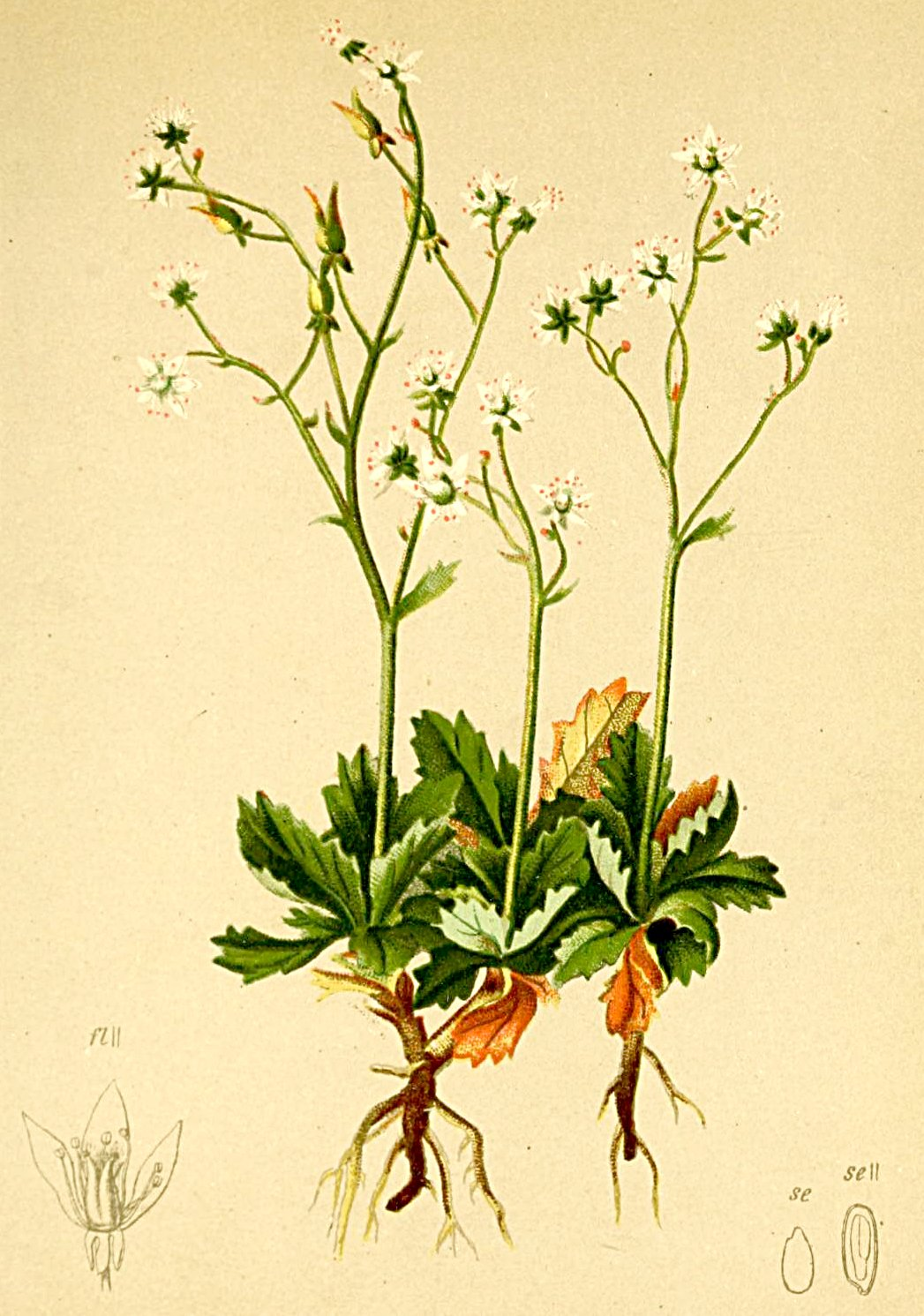